# Edward Grabowski (prawnik)

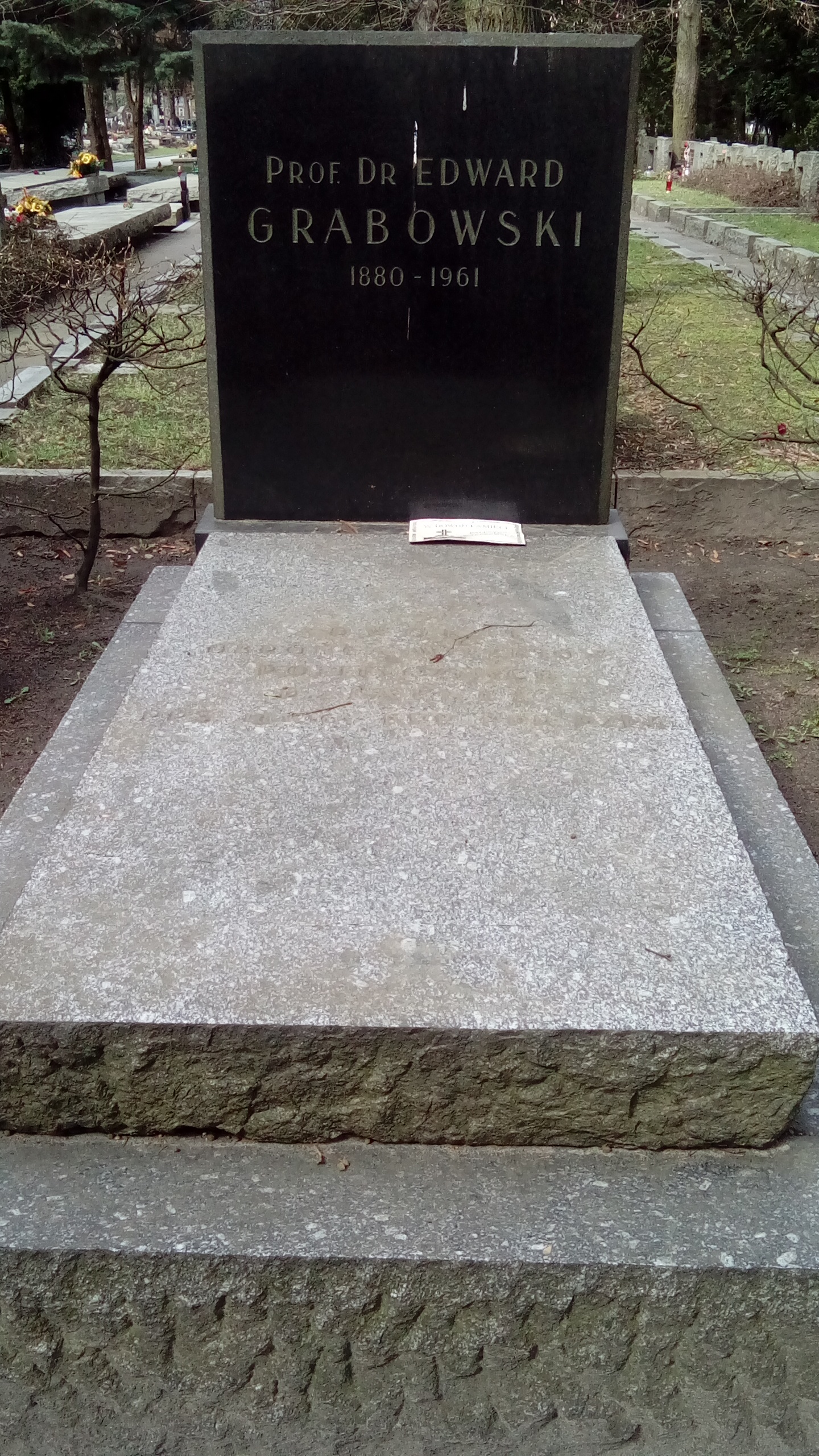
Grób Edwarda Grabowskiego na cmentarzu Wojskowym na Powązkach

Edward Grabowski, przybrane nazwiska Antoni Szymański, Staliński, pseud. E. G., M. G., Góral, Michał Góralski, Michał E. Michalski, Edward Michalski (ur. 2 maja 1880 w Warszawie, zm. 4 czerwca 1961 tamże) – prawnik, adwokat, wykładowca, publicysta, działacz socjalistyczny i komunistyczny, urzędnik państwowy II RP i ZSRR, prezes Naczelnej Rady Adwokackiej (1951–1955). Mąż Natalii Gąsiorowskiej.

## Życiorys
Od 1890 uczeń gimnazjum, czynny w kołach uczniowskich, XII 1897 delegat Koła Szkolnego na zjeździe z całego Królestwa Polskiego. 27/28 IX 1898 po znalezieniu u niego nielegalnych wydawnictw został aresztowany pod zarzutem przynależności to Towarzystwa Oświaty Narodowej (TON) i uwięziony w X Pawilonie Cytadeli Warszawskiej. Zwolniony za kaucją, skazany na rok dozoru policyjnego i wydalony z 8 klasy gimnazjum, mimo to nadal uczestniczył w kółkach. Pod wpływem wykładów Ludwika Krzywickiego został marksistą, VI 1902 eksternistycznie zdał maturę w Kostromie.
Przez rok był wolnym słuchaczem na Wydziale Prawa UW i udzielał się w zrzeszeniu studenckim „Spójnia”. Od 1903 studiował prawo w Heidelbergu, na Sorbonie i na Uniwersytecie Fryderyka Wilhelma w Berlinie. Od 1904 działacz paryskiej sekcji PPS. 
W VIII 1905 wrócił do kraju, krótko działał w warszawskiej organizacji PPS i został skierowany na okręgowca do Płocka. Zagrożony aresztowaniem, wrócił do Warszawy 10 XI 1905 i kierował działalnością PPS w dzielnicy Powiśle. Był mówcą na wielu wiecach robotniczych, 22 X 1906 brał udział w zebraniu Zmowy Robotniczej, po czym został wysłany jako okręgowiec do Częstochowy, gdzie prowadził konferencję w związku z wyborem delegata na IX Zjazd PPS XI 1906. Po rozłamie w PPS działał w PPS-Lewicy w Warszawie. 11 I 1907 aresztowany i osadzony w Modlinie, 23 III 1907 warszawski generał-gubernator nakazał mu opuszczenie Królestwa Polskiego. Wyjechał do Zurychu, został mianowany przez Warszawski Komitet Robotniczy (WKR) PPS-Lewicy delegatem na Kongres II Międzynarodówki w Stuttgarcie 18–24 VIII 1907. Publikował w legalnym piśmie PPS-Lewicy „Wiedza” i w jego kontynuacjach.
Latem 1908 na uniwersytecie w Kazaniu uzyskał dyplom prawniczy I stopnia i został pomocnikiem adwokata. Był sekretarzem związku garbarzy na Łukiszkach w Wilnie pozostającego pod wpływem PPS-Lewicy. Jesienią 1908 jako funkcjonariusz partyjny został wysłany do Zagłębia Dąbrowskiego, wydawał „Górnika”, organizował oddział Uniwersytetu dla Wszystkich. II 1909 wziął w Krakowie udział w I Krajowej Konferencji PPS-Lewicy, po powrocie do Warszawy działał w egzekutywie WKR i aktywnie uczestniczył w akcji odczytowej V i VI Oddziału Towarzystwa Kultury Polskiej (TKP). 23 VI 1909 na 3 miesiące aresztowany i znów wydalony z Królestwa Polskiego, uzupełniał studia ekonomiczne w Wiedniu. Opublikował cykl artykułów w „Gazecie Warszawskiej Sądowej” i socjologiczną rozprawę w krakowskiej „Krytyce”. X 1910 brał udział w II Krajowej Konferencji PPS-Lewicy w Warszawie, gdzie zamierzał wznowić działalność w WKR, jednak od 29 X do 24 XII był ponownie aresztowany.
Po zwolnieniu udał się do Krakowa, gdzie w 1913 uzyskał doktorat na Uniwersytecie Jagiellońskim. Działacz krakowskiej sekcji PPS-Lewicy, uczestnik obrad III Krajowej Konferencji Partyjnej 24 XII 1913. VII 1914 wrócił do Warszawy i był tam prelegentem na odczytach Towarzystwa Szerzenia Wiedzy Handlowej i Przemysłowej. W latach 1915–1916 wraz z żoną brał udział w tzw. Plenum – klubie dyskusyjnym inteligencji socjalistycznej, potem przystąpił do Ligi Państwowości Polskiej. 1916 podczas kampanii wyborczej do Rady Miejskiej wziął udział w agitacji na rzecz Józefa Ciszewskiego, został naczelnikiem statystyki w Ubezpieczeniach Wzajemnych Budowli od Ognia (późniejszego PZUW), zajmował się opracowywaniem zagadnień ubezpieczeń i statystyki: drukował rozprawy w „Ekonomiście” i ogłosił Podręcznik statystyki. I 1918 mianowany kierownikiem Ubezpieczeń Państwowych przez MSW Rady Regencyjnej, z powodu zatargu z PZUW podał się do dymisji. Od I 1919 naczelnik wydziału statystyki w Ministerstwie Pracy i Opieki Społecznej; opracował i wydał Zarys statystyki pracy. Później został kierownikiem wydziału oświaty i kultury w Głównym Urzędzie Statystycznym. Wykładowca ubezpieczeń społecznych i państwowych w Wyższej Szkole Handlowej i statystyki i przedmiotów ekonomicznych w Wolnej Wszechnicy Polskiej.
Po rewolucji październikowej opowiedział się za bolszewikami. Na początku 1920 wstąpił do KPRP (był z nią związany od jej powstania w grudniu 1918). Prelegent Uniwersytetu Ludowego, udostępniał swoje mieszkanie jako miejsce posiedzeń przywódców KPRP, za co 8 II 1920 został aresztowany i zwolniony z GUS. 6 III 1920 wypuszczony, VI 1920 w hotelu „Polonia” wygłosił wykład „Socjalizm a komunizm”, co spotkało się z ostrą krytyką władz WWP. Wówczas zrezygnował ze stanowiska podsekretarza Senatu WWP i z katedry. VII 1921 ponownie aresztowany i uwięziony m.in. na Pawiaku. I 1921 wygrał konkurs na stanowisko kierownika statystyki miejskiej w magistracie łódzkim, został również komisarzem spisowym na miasto Łódź. XI 1921 złożył dymisję z powodu usunięcia swojego zastępcy Leona Purmana. I 1922 wybrany dyrektorem Kasy Chorych w Sosnowcu, jednak IV 1922 samorząd kasy został zawieszony. Po powrocie do Warszawy i wstąpieniu do adwokatury podjął działalność w Związku Proletariatu Miast i Wsi; 5 VI 1924 podpisał list „W sprawie białego terroru w Polsce”.
Latem 1924 na własną prośbę wysłany przez władze KPRP do ZSRR; w Moskwie wstąpił do WKP(b) z zaliczeniem stażu partyjnego od 1920. Od sierpnia zastępca kierownika Centralnego Urzędu Statystycznego w Mińsku, w związku z czym brał udział w pracach Rady Komisarzy Ludowych Białoruskiej SRR. Od XII 1924 ponownie w Moskwie, gdzie pracował w Komisariacie Pracy, Centralnym Urzędzie Statystycznym ZSRR, Czerwonej Międzynarodówce Związków Zawodowych i był sędzią w Sądzie Gubernialnym. Publikował artykuły o ochronie pracy i ubezpieczeniach w prasie Czerwonej Międzynarodówki.
W październiku 1927 wrócił do Warszawy, gdzie pracował jako adwokat, będąc obrońcą w wielu procesach komunistów i działając w porozumieniu z Teodorem Duraczem. Współpracownik Centralnej Redakcji KPP, prelegent w związkach zawodowych pozostających pod wpływami KPP. Od 1929 działacz legalnej PPS-Lewicy. 1 V 1929 zatrzymany w lokalu partyjnym po wygłoszonym przemówieniu, zwolniony za kaucją. 17 X 1930 skazany na 2 lata więzienia, jednak w wyniku obrony Duracza i E. Śmiarowskiego został uniewinniony 17 II 1931. 28 VI 1929 na posiedzeniu Komitetu Okręgowego (KO) PPS-Lewicy Warszawa-Miasto został wybrany delegatem na I Krajowy Zjazd partii (20–21 VII 1929 w Warszawie) i dokooptowany do Wydziału Kulturalno-Oświatowego KO. Na zjeździe został powołany do Komisji Programowej i Sądu Partyjnego. Od 20 X 1929 kierownik Wydziału Kulturalno-Oświatowego KO PPS-Lewicy. X 1930 na polecenie władz partyjnych prowadził w Lublinie narady z miejscowym aktywem PPS-Lewicy i ZLCh „Samopomoc” w sprawie kampanii wyborczej do sejmu. Później dorywczo brał udział w działalności organizacyjnej KPP; w 1937 reorganizował KO KPP w Krakowie. 
W lipcu 1940 aresztowany z grupą adwokatów i osadzony na Pawiaku, 28 IX 1940 zwolniony dzięki staraniom żony. We wrześniu 1942 opuścił Warszawę w obawie przed aresztowaniami gestapo i ukrywał się w podwarszawskich wsiach pod przybranym nazwiskiem Antoni Szymański.
W lipcu 1944 udał się do Lublina i w sierpniu wstąpił do PPR. Mianowany wykładowcą w szkole MO przez komendanta głównego Franciszka Jóźwiaka. Od 7 XI 1944 pracownik Departamentu Ustawodawczym Resortu Sprawiedliwości PKWN, od V 1945 ponownie w Szkole dla Oficerów Liniowych MO w Łodzi. Od VI 1946 pracownik Kancelarii Cywilnej Prezydenta RP Bolesława Bieruta, później Kancelarii Rady Państwa, gdzie do 1 I 1955 był radcą i starszym radcą. Następnie przeszedł na rentę dla zasłużonych.
Do końca życia aktywny w PZPR, od 1949 Rzecznik Dyscyplinarny Warszawskiej Rady Adwokackiej. 1951–1955 prezes Naczelnej Rady Adwokackiej, do 1959 członek Głównego Sądu Koleżeńskiego Zrzeszenia Prawników Polskich. Odznaczony m.in. Orderem Sztandaru Pracy I klasy. 
Pochowany w Alei Zasłużonych na cmentarzu Wojskowym na Powązkach (kwatera A26-tuje-23).